# 国府台城
国府台城（こうのだいじょう）は、千葉県市川市国府台付近にあった日本の城。別名市河城・鴻之台城とも。ただし市河城（市川城）に関しては、国府台城東側の真間山（現在の市川市真間）上の弘法寺付近にあったともされ、別の城、あるいは存在時期からみて、元となった城とみる説もある。

## 概要
太日川（現在の江戸川）と坂川の合流地点に隣接する標高20メートル～30メートルほどの河岸段丘上端にあり、南北650メートルほど東西150メートルほどの細長い城域で、連郭式の平山城を構えるには適した場所であるといえる。

## 城の歴史
市河城（市川城）は、享徳の乱の初期に発生した下総千葉氏の内紛の際に、宗家側の生き残りであった千葉実胤・自胤兄弟が籠城したが、1456年（康正2年）に陥落（市川合戦）、水運にて栄えた市河津を背後に持ち府中として栄えた市川は大きく衰退し、軍事的・経済的な要所は宗家方勢力（武蔵千葉氏）が落ち延びた武蔵国石浜城や江戸城、反宗家勢力（下総千葉氏）の拠点の1つであった小金城に移ることになる。
国府台城のは、その後、扇谷上杉家の家臣であった太田道灌が1478年（文明10年）12月に武蔵千葉氏を継承した千葉自胤を援けて下総国境根原（現在の千葉県柏市酒井根付近）での合戦を前に、国府台の地に仮陣を築いたことに始まる。この際に城地として相応しいと見立て、翌1479年（文明11年）に臼井城にいた千葉氏の千葉孝胤を攻めた際、道灌の弟太田資忠らが、この地に城を築いたと記録に残る。
当城は要所であるが故に後北条氏、千葉氏、高城氏と里見氏、太田氏、上杉氏らの度重なる勢力争いの舞台となっており、争奪戦が繰り返され（国府台合戦の項参照）、城もまた堅固な城郭として整備された。しかし、豊臣秀吉による小田原征伐後、後北条氏に代わって江戸に入府した徳川家康によって廃城にされた。江戸を見下ろす場所にあったからとも言われている。

## 現在の城
1727年（享保12年）に徳川吉宗によって、関宿からこの地に曹洞宗總寧寺が移され、1885年（明治18年）には陸軍教導団病院が設置された。この病院は後に陸軍衛戍（えいじゅ）病院などを経て、現在は国立国際医療研究センター国府台病院となっている。また、太平洋戦争時に總寧寺と江戸川に挟まれた樹林には、陸軍の手で多くの防空壕が作られた。その後、1958年（昭和33年）9月にこの付近は「里見公園」として整備され、桜の名所となった。そのため、特に病院の跡だった城の南半分は原型を留めていない。残りも多くは住宅街となっているが、堀切や空堀、土塁跡はよく残っており、櫓台の跡も確認できる。

## 明戸古墳
国府台城周辺には古代から集落があり、古墳も非常に多くあった。現在の里見公園内にも前方後円墳の跡があり、明戸古墳と呼称される。
この古墳は1479年（文明11年）の太田道灌による千葉孝胤攻撃の際、道灌が仮陣を築くために古墳の盛土を取り除いたことで消滅し、2基の緑泥片岩製の箱型石棺が発見されたと伝わる。この2基の石棺は1962年（昭和37年）6月11日に市川市指定有形文化財となり、現在は公園内に保存されている。